# 공허의 유채꽃
공허의 유채꽃은 SPO TV 게임즈의 예능 프로그램이다. 스타크래프트 II로 출연진과 프로게임단, 또는 시청자들과 게임을 하는 시청자 참여 프로그램으로, 채민준, 유대현, 고인규가 진행하고 있다.

## 코너 구성

### 공허의 유채꽃

#### 1부: 입 닫아라
진행자들이 프로게임단을 상대로 도전을 하는 코너이다. 2:2 팀플, 집정관 모드, 에이스결정전으로 3전 2선승제로 구성되어있으며, 스타크래프트 II: 공허의 유산으로 게임이 진행된다.

#### 2부: 유채꽃스타
프로게이머를 초청하여, 진행자와 프로게이머가 유저들과 맞붙는 형식으로 진행된다. 1:1 게임, 아바타 플레이, 핸디캡 매칭으로 구성되어있다.

### 모두의 유채꽃

#### 1부: 너, 집정관이 되어라
게스트로 초대된 2명과 프로그램 진행자들이 집정관 모드와 2:2 팀플로 승부를 겨룬다.

#### 2부: 답답하면 니들이 하든지
게스트와 함께 사전 신청을 받은 스타크래프트 커뮤니티(디시인사이드 스타크래프트 갤러리, PlayXP, PGR21) 일반인 유저가 각각 팀을 구성, 총 3경기를 진행한다. 집정관 모드를 기본으로 한다.

## 게스트

### 공허의 유채꽃
| 회차 | 방송날짜        | 게스트         | 비고      |
| ---- | --------------- | -------------- | --------- |
| 1회  | 2015년 4월 29일 | 조성주         |           |
| 2회  | 2015년 5월 6일  | 김명식         |           |
| 3회  | 2015년 5월 13일 | 김준호         |           |
| 4회  | 2015년 5월 20일 | 원이삭, 정명훈 | 공개 방송 |
| 5회  | 2015년 5월 27일 | 방태수, 전태양 |           |
| 6회  | 2015년 6월 3일  | 김대엽         |           |
| 7회  | 2015년 6월 10일 | 송병구         |           |
| 8회  | 2015년 6월 17일 | 고석현         |           |
| 9회  | 2015년 7월 1일  | 이정훈, 이형섭 |           |
| 10회 | 2015년 7월 8일  | 김도우, 어윤수 | 공개 방송 |

### 모두의 유채꽃
| 회차 | 방송날짜        | 게스트         | 비고      |
| ---- | --------------- | -------------- | --------- |
| 1회  | 2016년 2월 18일 | 송병구, 정명훈 | 공개 방송 |
| 2회  | 2016년 2월 25일 | 김민철, 정윤종 | 공개 방송 |
| 3회  | 2016년 3월 3일  | 박진영, 황영재 | 공개 방송 |
| 4회  | 2016년 3월 10일 | 전태양, 주성욱 | 공개 방송 |
| 5회  | 2016년 3월 17일 | 박지수, 방태수 | 공개 방송 |
| 6회  | 2016년 3월 24일 | 임성춘, 정인호 | 공개 방송 |
| 7회  | 2016년 3월 31일 | 이병렬, 조중혁 | 공개 방송 |
| 8회  | 2016년 4월 7일  | 이정훈, 최지성 | 공개 방송 |
| 9회  | 2016년 4월 14일 | 김대엽, 박령우 | 공개 방송 |
| 10회 | 2016년 4월 21일 | 김도우, 어윤수 | 공개 방송 |